# Zośka – Zagonna Studnia
Die Höhle Zośka – Zagonna Studnia (deutsch: Sohienhöhle bzw. Sohienbrunnen) ist eine Höhle im Tal Dolina Małej Łąki am Berg Małołączniak (Czerwony Grzbiet) im Massiv der Westtatra (Tatra-Nationalpark) in Polen. Sie ist eine der tiefsten Höhlen in Polen und der Tatra. Man darf sie nur mit der Genehmigung der Nationalparkverwaltung betreten. Sie ist nur teilweise erforscht.

## Geografie
Die Höhle liegt bei Zakopane und Kościelisko, ist 700 Meter lang und hat mehrere Eingänge auf Höhe von zwischen 1805 m n.p.m. und 1800 m n.p.m.